# Zawada (Mazovie)
Pour les articles homonymes, voir Zawada.
Zawada (prononciation : [zaˈvada]) est un village polonais de la gmina de Przysucha dans le powiat de Przysucha de la voïvodie de Mazovie dans le centre-est de la Pologne.
Il se situe à environ 3 kilomètres au nord-ouest de Przysucha (siège du powiat et de la gmina) et à 97 kilomètres au sud de Varsovie (capitale de la Pologne).

## Histoire
De 1975 à 1998, le village appartenait administrativement à la voïvodie de Radom.